# Мукурра
18°13′28″ пн. ш. 30°44′33″ сх. д. / 18.224444444444° пн. ш. 30.7425° сх. д.
Мукурра (або Макурія, Макура, араб. مقرة) — стародавня держава на території сучасного Північного Судану і Південного Єгипту. Належить до групи нубійських держав, що виникли в басейні Нілу через кілька століть після падіння царства Куш.

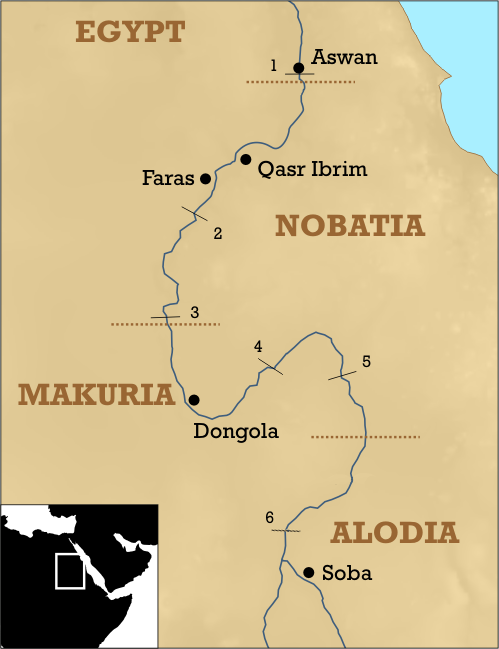
Карта Нубії

Мукурра займала територію від третього до п'ятого чи шостого порога Нілу. Столицею М. було місто Донгола (знаходилося за 80 км від нині існуючого суданського міста Донгола).
У VI столітті Мукурра прийняла християнство, проте в VII столітті, після ісламського завоювання Єгипту, виявилася відрізана від решти християнського світу. Вторгнення арабів в 651 році закінчилося невдачею і нубійські держави зберегли незалежність приблизно до XIV століття. При цьому в період з 750 по 1150 роки між М. і Єгиптом зберігався мир. У другій половині XII ст. після Георгіоса IV починається поступовий занепад.
З утворення Мамлюцького султанату починаються з ним конфлікти, що призвели 1276 року до поразки та встановлення залежності Мукурри від цього султанату. Останнім царем, що намагався, протидіяти мамлюкам був Семамун.
Рівночасно, починаючи з X століття, араби поступово мирним шляхом просувалися на південь, набуваючи землі і укладаючи змішані шлюби з місцевим населенням, яке при цьому приймало іслам. Останнім християнином царем всієї держави був Кернабес. У 1323 іслам був прийнятий і правителем країни Канс ад-Даулою, після цього відомо про християнського короля Мукурри у 1330-тих роках, у 1365 році країна побачила громадянську війну і втратила свої землі на півдні контролюючи тепер землі від 2-3 порогу з новою столицею До.
Останім королем Дотаво (залишок Мукурри) був християнин Джоел.

## Економіка
Основною економічною діяльністю Макурії було землеробство, де селяни вирощували кілька врожаїв ячменю, проса та фініків на рік. Використовувані методи — загалом такі ж, якими користувалися протягом тисячоліть. Невеликі ділянки добре зрошуваної землі були розташовані вздовж берегів Нілу, які удобрювалися щорічними розливами річки. Одним із важливих технологічних досягнень став чигир, водяне колесо, яке приводилося в рух волами. Він винайдений ще в римський період і допоміг збільшити врожайність і щільність населення. Моделі розселення вказують на те, що земля була також поділена на окремі ділянки, а не як у манориальній системі. Селяни жили невеликими селами, що складалися з купчастих будинків із висушеної цегли.